# Kevin Grönlund
Kevin Grönlund (* 26. November 1990) ist ein schwedisch-luxemburgischer Eishockeyspieler, der seit 2018 beim IHC Beaufort in der belgischen National League Division 1 spielt. Seit 2021 spielt er mit dem Klub zusätzlich in der Luxembourg Hockey League.

## Karriere
Kevin Grönlund, der schwedischer Abstammung ist, aber in Luxemburg aufwuchs, begann seine Karriere bei Tornado Luxembourg, für den er ab 2009 in der bis 2004 in der vierthöchsten französischen Liga, der Division 3 spielte. Ende 2012 wechselte er zum IHC Beaufort und spielte dort in der Rheinland-Pfalz-Liga und der Luxemburgischen Eishockeyliga. Seither pendelt er zwischen beiden Vereinen, wobei er seit 2018 nach einigen Jahren bei Tornado wieder beim IHC Beaufort auf dem Eis steht, mit dem er in der belgischen National League Division 1 spielt. Seit 2021 spielt er mit dem Klub zusätzlich in der Luxembourg Hockey League.

### International
Für Luxemburg nahm Grönlund, der außer der luxemburgischen auch über die schwedische Staatsangehörigkeit verfügt, an den Welttitelkämpfen der Division III 2013, 2014, 2015, 2019, 2022 und 2023 teil. Bei der Weltmeisterschaft 2018 spielte er für die Moselfranken erstmals in der Division II.

## Erfolge und Auszeichnungen
- 2016 Bester Torvorbereiter bei der Weltmeisterschaft der Division III
- 2017 Aufstieg in die Division II, Gruppe B, bei der Weltmeisterschaft der Division III